# HD 139211
HD 139211，又名CP-59 6206，SAO 242803、HR 5803，是一颗恒星，视星等为5.95，位于銀經322.63，銀緯-3.64，其B1900.0坐标为赤經15h 31m 45.4s，赤緯-59° -3.64′ 29″。